# Acontias gracilicauda
Acontias gracilicauda là một loài thằn lằn trong họ Scincidae. Loài này được Essex mô tả khoa học đầu tiên năm 1925.

## Hình ảnh

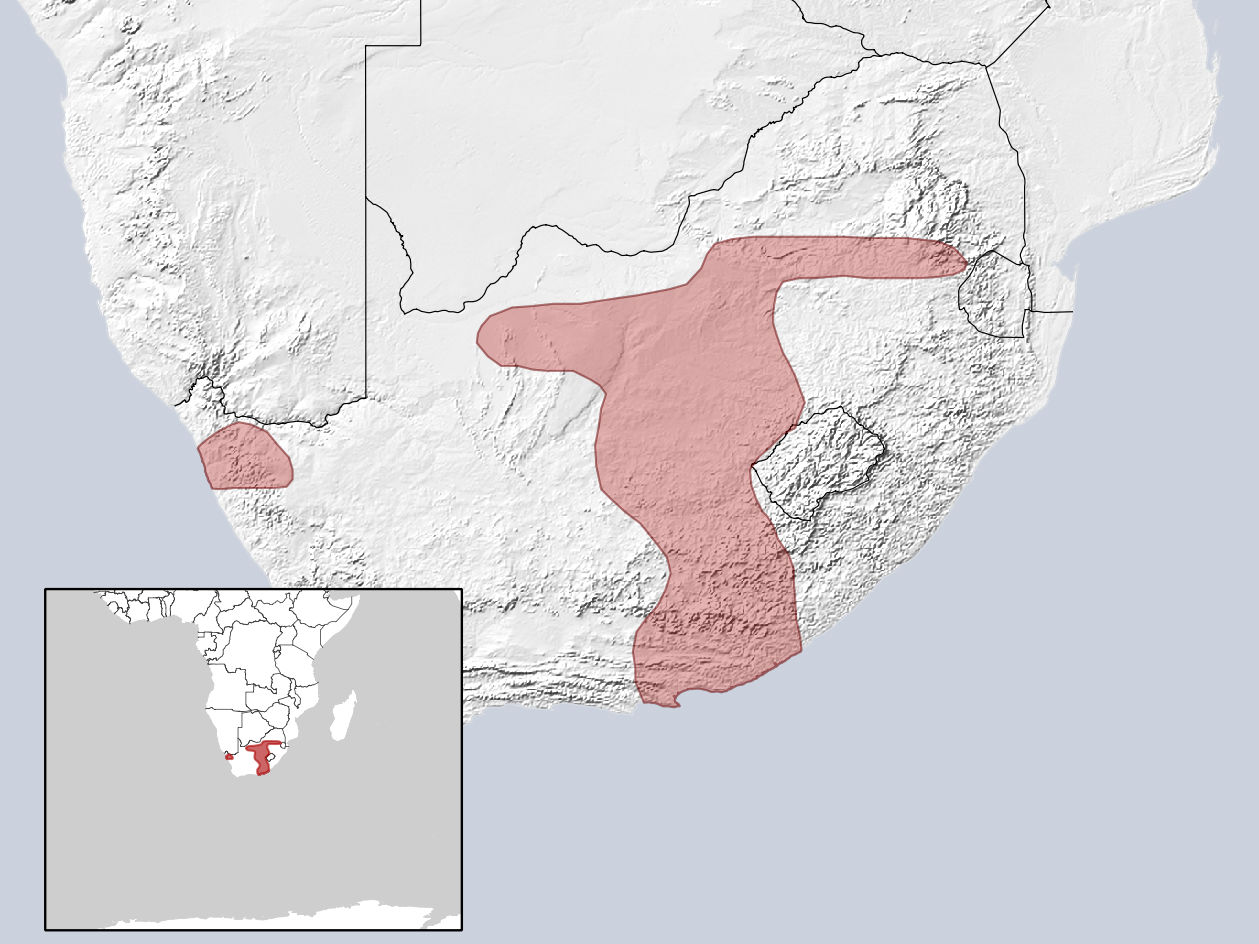